# 鎌倉市図書館
鎌倉市図書館（かまくらしとしょかん）は神奈川県鎌倉市の公立図書館である。
市内にある5つの図書館で構成される。一般貸し出しの他、市民への情報公開や鎌倉に関連する郷土資料の収集など幅広い活動を行っている。市内の鎌倉女子大学図書館と提携しており、所定の登録を済ますと図書を借りる事ができるようになる。また、藤沢市、逗子市、葉山町、三浦市、横須賀市、横浜市の在住者は相互利用が可能である。

## 歴史
（本稿の記載のうち、特記のないものは「鎌倉市図書館100年の歩み」の記載によった)

### 創立
1911年（明治44年）7月20日。多くの篤志家の寄付を元に鎌倉小学校（現在の鎌倉市立第一小学校）の敷地内に鎌倉初の公立図書館、鎌倉図書館が創立される。特に東郷慎十郎は図書1000冊や建築費1000万円などの多くの寄付により創立に貢献した。

### 関東大震災
1923年（大正12年）9月1日。関東大震災が発生した。鎌倉図書館も全壊し、図書館の運営も停止した。その後、再建された鎌倉小学校の講堂を借り、運営を再開した。

### 新図書館建設から戦争へ
1936年（昭和11年）10月1日、間島弟彦の遺志を受けた妻・愛子の寄付をもとに建設された新しい図書館が鎌倉市立御成小学校敷地内に完成する。開館当時の蔵書数は約6000冊で利用も有料であった。1944年（昭和19年）3月、大日本帝国陸軍に接収され、閉館となる。施設は東京防衛軍第三警備旅団第八特設警備工兵第四中隊本部となる。神奈川県下の図書館では最も早く軍に接収された。

### 戦後
1946年（昭和21年）6月1日、元京城帝国大学教授の辛島驍を館長に迎え、図書館を再開する。開館の式典では大仏次郎と吉屋信子が記念講演を行った。
1949年（昭和24年）1月25日、長谷の高徳院境内（大仏の裏側）に神奈川軍政インフォメーションセンターが設置される。これはアメリカ発行の雑誌や図書などが閲覧できるGHQの宣伝施設で、カマボコ型の兵舎を流用した建物だったことから俗に「カマボコ図書館」とよばれた。同年2月8日には大船駅前にも神奈川軍政インフォメーションセンターが設置される。
1950年（昭和25年）7月、図書館法の施行にともない、鎌倉市図書館に改称する。
1951年（昭和26年）3月、長谷の神奈川軍政インフォメーションセンターを鎌倉市図書館敷地内に移設した。児童図書館・視聴覚教室として活用する。また、同年には貸し出し・閲覧が無料で利用できるようになった。

### 図書館サービスの拡大
1970年（昭和45年）6月、腰越支所内に腰越貸出所が開設される。
1974年（昭和49年）10月には鎌倉市図書館が現在地に移転・開館した。鎌倉市中央図書館となる。また同年12月、鎌倉市大船支所内に大船貸出所が開設される。
1980年（昭和55年）5月、深沢行政センター内に鎌倉市深沢図書館が開設される。
1982年（昭和57年）10月、大船貸出所が廃止になり、代わって大船行政センター内に鎌倉市大船図書館が開設される。
1987年（昭和62年）4月、玉縄行政センター内に鎌倉市玉縄図書館が開設される。
1998年（平成10年）10月、藤沢市図書館との広域利用を開始する。これにより鎌倉市民、藤沢市民相互がそれぞれの図書館を利用できるようになった。また、鎌倉市のホームページ内に鎌倉市図書館のページ開設された。
1999年（平成11年）3月、腰越支所が腰越行政センターに移転した。これにともない従来の腰越貸出所に代わって、センター内に鎌倉市腰越図書館が開設された。
2003年（平成15年）5月、JR鎌倉駅構内に返却ポストが設置される。同年10月、鎌倉女子大学図書館との協力を開始する。
2004年（平成16年）3月、コンピューターシステムが更新され、パソコンや携帯電話、館内の検索端末（OPAC）から蔵書検索や予約ができるようになった。
2007年（平成19年）4月、JR大船駅に返却ポストが設置される。
2011年（平成23年）7月、図書館開館100周年を迎え記念式典が開催された。
2015年（平成27年）3月、図書館新システムが稼働開始しウェブ上でリクエストの送信やデジタル資料の閲覧ができるようになった。
同年8月、夏休み明けに学校に登校したくないと悩む児童に向けて、図書館を「避難所」として利用することをTwitterで提案した。
2017年（平成29年）3月、横浜市との相互利用が開始された。

## 蔵書の特徴
郷土資料を広く収集しており、書籍だけにとどまらず古文書や自費出版物、発掘調査記録や新聞記事に至るまで、鎌倉に関係する資料を網羅的に集めている。これらの郷土資料の一部は中央図書館の郷土資料コーナーにて公開されている他、収集史料の編纂・発行、展示なども行っている。
また、知識人・富裕層が多く在住しているという土地柄から、著名人による書籍の寄贈が多い事でも知られる。図書館設立に大きな貢献をした東郷慎十郎が寄贈した晴霞文庫をはじめ、元鎌倉市長・鈴木富士彌が寄贈した富士文庫、現在の逗子開成中学校・高等学校、鎌倉女学院中学校・高等学校の創設者・田邊新之助が寄贈した松坡文庫、川端康成が寄贈した川端文庫などがある。なお吉屋信子寄贈の吉屋文庫についてはそのほとんどを鎌倉文学館へ移管し、小丸俊雄寄贈の東慶寺・英勝寺文書177点については、市の文化財指定を契機に鎌倉国宝館へ移された。

## 旧鎌倉図書館
鎌倉市御成町にある旧鎌倉図書館は1936年（昭和11年）建築の木造2階建ての建物。老朽化のため2014年に取り壊される予定だったが、市民団体の反対により撤回され、耐震改修・増築後に学童保育「おなり子どもの家」として整備されることになった。
しかし、土台や柱などの腐食が耐震診断報告書よりも進んでいることが判明し、2018年当初の工事費（監理費含む）2億4100万円から1億1700万円膨らみ、耐震診断や設計費を含めた総額は3億9100万円（市職員の人件費等を除く）となる見通しである。
2018年3月に着工した耐震改修工事は、腐食の予想以上の進行により一時中断したが、市議会での議論を経て2021年10月に改めて工事請負契約を締結して再開。2023年3月27日に学童施設「放課後かまくらっ子おなり新施設」としてオープンすることになった。